# Estadio Municipal Jorge Silva Valenzuela
El Estadio Municipal Jorge Silva Valenzuela se ubica en la ciudad de San Fernando, Región del Libertador General Bernardo O'Higgins, Chile.
Lleva el nombre de Jorge Silva Valenzuela, quien fuera presidente del Rotary Club de San Fernando y exregidor de la zona, fallecido en agosto del 1994. Al complejo deportivo se le dio su nombre completo el 11 de septiembre de 1994.
En el se disputan los partidos de local del Colchagua, que milita en la Segunda División Profesional de Chile.
El recinto deportivo, con una capacidad para 7.200 espectadores sentados, pero con un aforo máximo permitido para 6.000 personas, posee cancha de pasto natural, pista atlética sintética con ocho carriles donde se desarrollan pruebas olímpicas. Además, el estadio cuenta con iluminación artificial y tres canchas interiores para la práctica de fútbol y rugby, con medidas oficiales y reja olímpica.

## Mejoras
En noviembre de 2009, el alcalde de San Fernando, Juan Paulo Molina, el presidente del Club de Deportes Provincial Curicó Unido, Julio Ode, y el expresidente de Colchagua C. D., Néstor Ruiseñor, firmaron un protocolo de colaboración para la mejora del recinto.
En aquella ocasión, la entidad curicana se comprometió a realizar una serie de trabajos en el estadio; a cambio, el Municipio se comprometió a facilitar el campo deportivo a Curicó Unido para que hiciese de local, ya que el Estadio La Granja entró en una etapa de reconstrucción.
La primera etapa del convenio contempló la confección de 160 m, de muro de albañilería (de ladrillo), eso detrás de la Galería Oriente, por 2,5 metros de altura.
El acuerdo también incluyó la instalación de cerámica en los camarines, por un total de 40 m² . Pintura en estas mismas dependencias, en un total de 100 m² y construcción de baños en el sector Galerías. Mejoramiento de las casetas de transmisiones y reparación del césped de la cancha principal.
Para el año 2025, en el cual tuvo que ejercer como equipo local O'Higgins, el alcalde de la ciudad de San Fernando instaló nuevas luminarias LED, siendo inauguradas en la fecha 20, frente a Cobresal. 